# Miomantis cinnabarina
Miomantis cinnabarina es una especie de mantis de la familia Mantidae.

## Distribución geográfica
Se encuentra en Tanzania.